# Rogério Duarte
Rogério Duarte Guimarães, né le 10 avril 1939 à Ubaíra et mort le 14 avril 2016 à Brasilia , est un dessinateur, musicien, écrivain et intellectuel brésilien. 

## Biographie
Originaire de Bahia, Rogério Duarte est à la fois dessinateur, musicien, compositeur, poète, traducteur et enseignant. Dans les années 1960, il déménage à Rio de Janeiro, où il travaille comme directeur artistique pour la UNE (Union Nationale des Étudiants) et pour Editora Vozes. Il crée de nombreuses affiches pour les films de son ami Glauber Rocha, comme Le Dieu noir et le Diable blond, Terre en transe et L'Âge de la Terre (dont il composera également la trame sonore). Parmi les artistes avec lesquels il collabore, on compte Gilberto Gil, Caetano Veloso, João Gilberto, Jorge Ben et Gal Costa.
Considéré comme l'un des mentors intellectuels du mouvement tropicaliste , Duarte est aussi l'un des premiers à dénoncer publiquement la torture dans le régime militaire, ce qui mène à son arrestation. L'arrestation de Duarte et de son frère Ronaldo mobilise les artistes et reçoit une grande attention de la part du journal carioca Correio da Manhã, qui publie une lettre collective demandant la libération des frères Duarte.
Avec l'endurcissement du régime militaire et la promulgation de l'AI-5, Duarte entre dans la clandestinité et commence sa phase "transcendantale", qui l'amène à étudier le sanskrit et à commencer la traduction du Bhagavad-Gītā, qu'il publie des années plus tard, accompagné d'un disque auquel participent plusieurs artistes. Il est également l'auteur du livre Tropicaos, dans lequel il parle, entre autres, de prison, de torture, et de sa vision du mouvement tropicaliste.